# Haplochromis victorianus
Haplochromis victorianus és una espècie de peix de la família dels cíclids i de l'ordre dels perciformes.

## Morfologia
Els mascles poden assolir els 16,6 cm de longitud total.

## Distribució geogràfica
Es troba al llac Victòria (Àfrica oriental).